# Tønsberg Ishall
Die Tønsberg Ishall ist ein Eishockeystadion in Tønsberg, Norwegen.

## Geschichte
Die Tønsberg Ishall wurde 1995 eröffnet und ist Heimspielstätte der Eishockeymannschaft Tønsberg Vikings aus der 1. divisjon.